# Боривоје Ханауска
Боривоје Ханауска (Крушевац, 11. мај 1915 — Нови Сад, 30. март 1968) био је српски позоришни редитељ и универзитетски професор.

## Биографија
Његова породица је чешког порекла.
Гимназију у Крушевцу напустио је због болести. Отац му је рано преминуо и био је приморан да са незараслом раном од операције ради ноћну смену у штампарији и упоредо спрема осми разред и матуру.
Од 1935. студирао је право у Бeогрaду и упоредо Позоришни одсек Музичке академије. Завршио је и Глумачку школу у класи Јосипа Кулунџића и Јурија Ракитина 1936-1938.
Похађао је семинар за позоришну уметност на Филозофском факултету у Прагу.
Радио је као чиновник 1938-1939. Потом је радио као драматург „Усменог забавника“, пишући дечје драмске игре и компонујући мале ревије. За време рата, 1941-1944, наставио је студије на Академији, чији је ректор и декан био Петар Коњовић. У том раздобљу његово латентно обољење се веома погоршало.
Непосредно после ослобођења радио је у војном позоришту Јагодинске војне области, на чијој сцени је поставио Цанкаревог Слугу Јернеја. Због болести је демобилисан и марта 1945. упућен на рад у СНП, где је неко време био и в. д. директор Драме, а покренуо је и иницијативу за оснивање позоришне школе и постао наставник у Драмском студију.
Од 1948. до 1952. био је редитељ у Драми НП у Сарајеву, где је радио и као сценограф.
Он је режирао и радио-драме.
Као педагог је извео прву генерацију глумаца у БиХ.
Био је главни уредник „Наше сцене“.
Постао је редитељ Драме Српског народног позоришта од 1957. до 15. III 1963, када је отишао у инвалидску пензију. У том периоду је две сезоне (1958-1960) био директор Драме.
Укупно је режирао око 30 представа у СНП-у.
Био је и директор Позоришне школе, а шеф Одсека глуме до његовог укидања.
Он је био активан у Стеријином позорју: руководилац Центра за документацију 1965-1966, редактор издања, главни уредник каталога II међународног тријенала „Позориште у фотографској уметности“ и „Алманаха војвођанских позоришта 1966/67“, те члан Главног и Управног одбора.
Током мизансценске пробе у јесен 1961. погодио га је срчани инфаркт.
Оставио је у рукопису позоришне мемоаре.

## Награде
- Стеријина награда за режију[1]
- Две награде на Сусретима војвођанских позоришта (1960, 1967)[1]
- Две награде Удружења драмских уметника Србије[1]
- Октобарска награда града Новог Сада (1964)[1]
- Орден рада II реда[1]
- Орден рада III реда[1]

## Театрографија
- Народни посланик[1]
- Виноградари из Шартреа[1]
- Туђе дете[1]
- Фигарова женидба[1]
- Мисија мистер Перкинса у земљи бољшевика[1]
- Покондирена тиква[1]
- Покојник[1]
- Цврчак на огњишту[1]
- Руско питање[1]
- Мећава[1]
- Дон Жуан[1]
- Музички пајаци[1]
- Над попом попа[1]
- Шарена лопта[1]
- Да ли је овуда прошао млади човек[1]
- Власт[1]
- Тетовирана ружа[1]
- Парастос у белом[1]
- Пера Сегединац[1]
- Избирачица[1]
- Вук Бубало[1]
- Физичари[1]
- Доња Росита[1]
- Говор цвећа[1]
- Просјачка опера[1]
- Кир Јања[1]
- Трактат о слушкињама[1]
- Госпођа Бовари[1]